# Lilltjärnen (Stuguns socken, Jämtland, 699971-149312)
Lilltjärnen är en sjö i Ragunda kommun i Jämtland och ingår i Indalsälvens huvudavrinningsområde.